# Южное железнодорожное полукольцо Петербурга

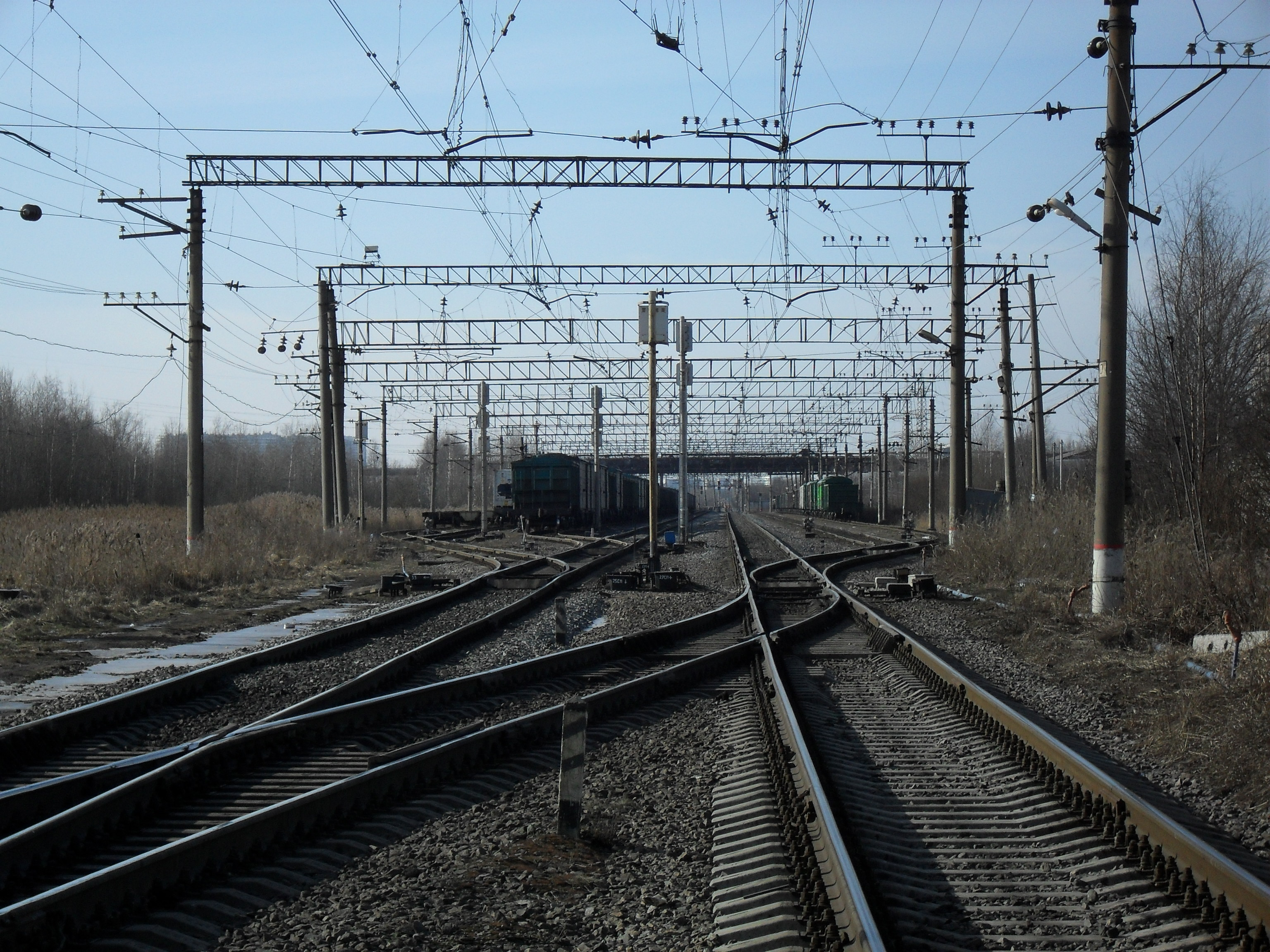
Станция Купчинская

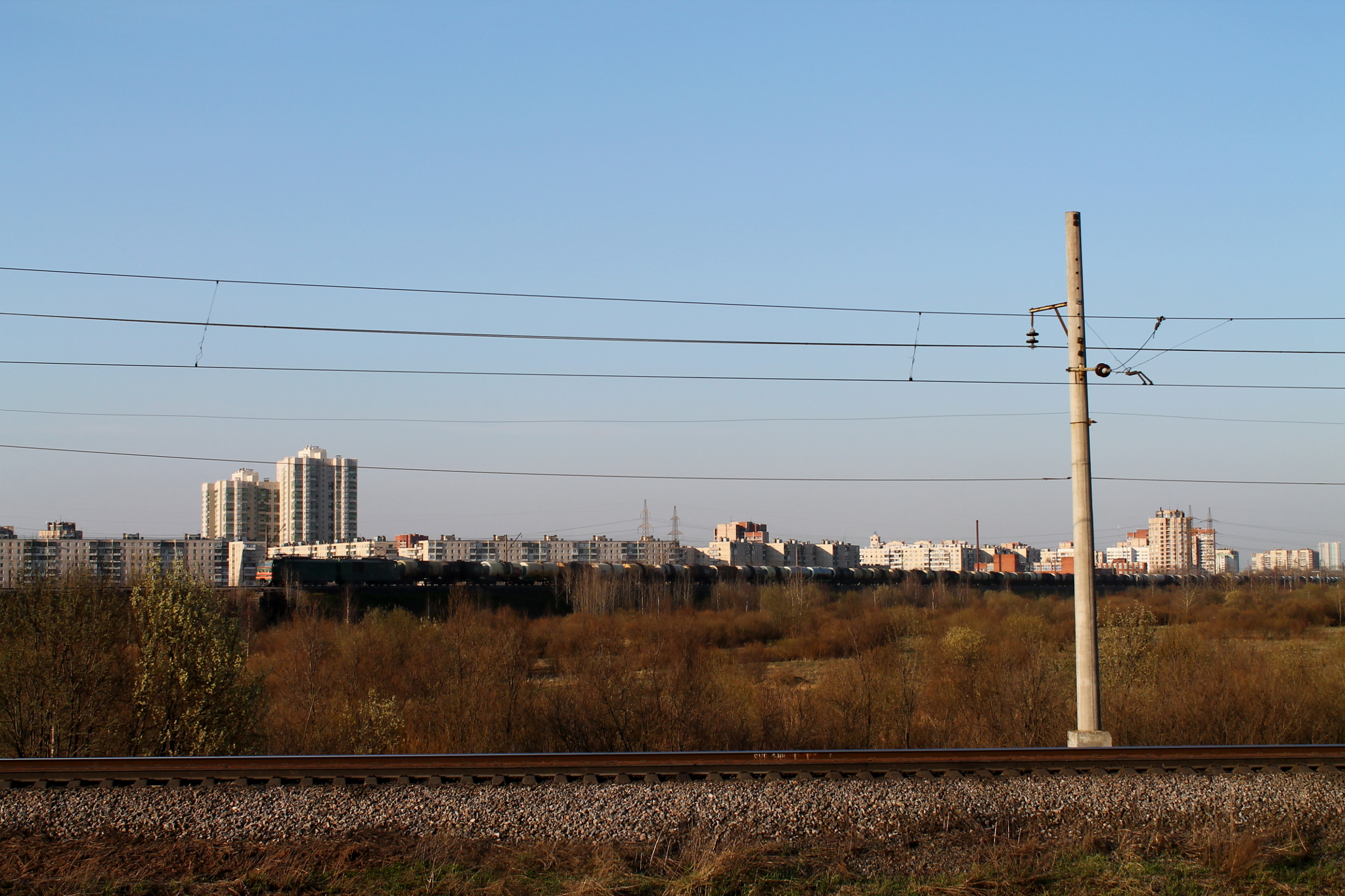
Перегон Купчинская — Среднерогатская

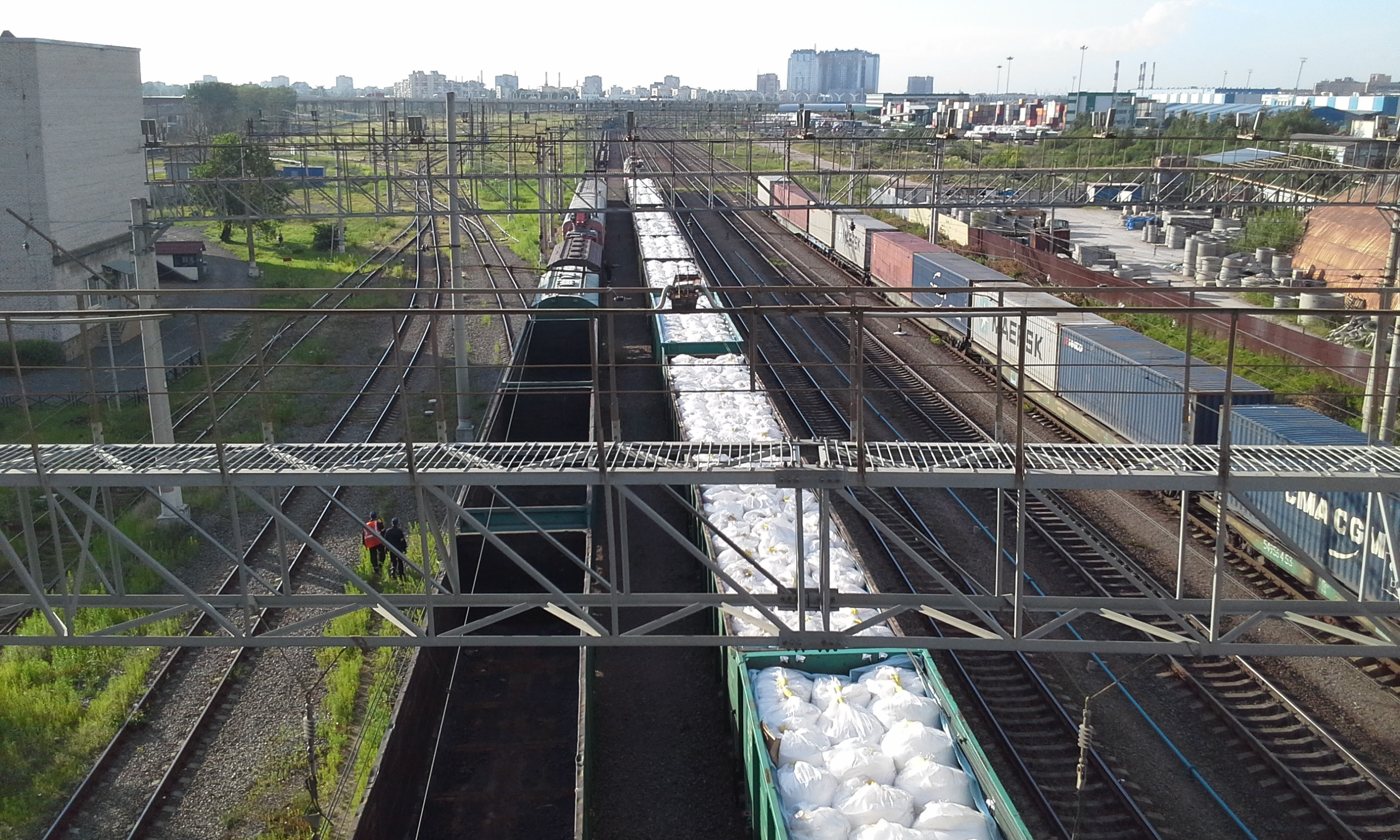
Станция Предпортовая

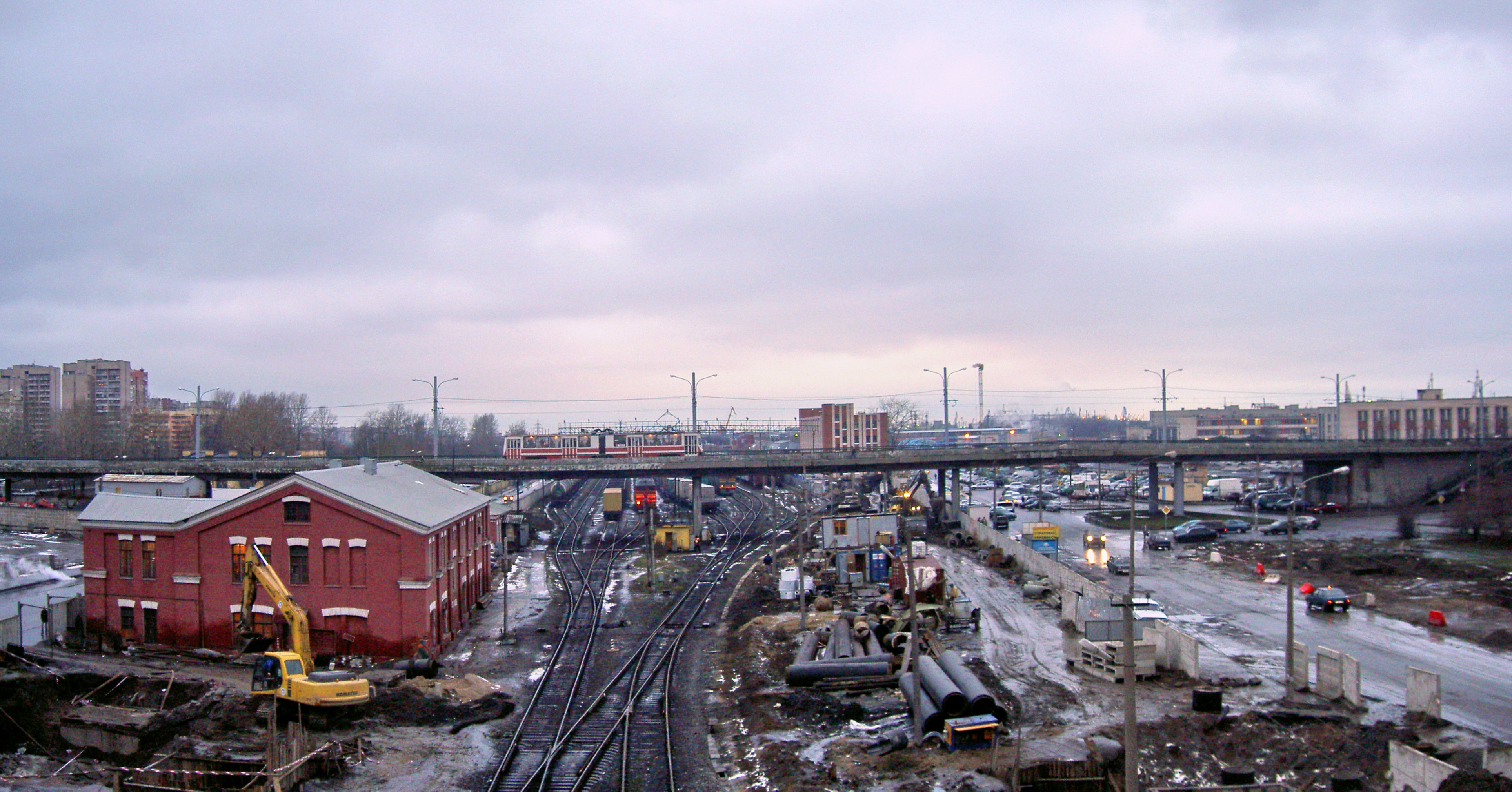
Станция Автово

Южное железнодорожное полукольцо Петербурга (Ленинграда), Южная портовая ветвь, Вторая портовая ветвь — грузовая железнодорожная линия в составе Санкт-Петербургского железнодорожного узла. Соединяет: со стороны петербургского порта — товарные железнодорожные станции Автово и Нарвская, со станциями Рыбацкое (вологодско-мурманское направление) и Обухово (главный ход Московской линии Октябрьской железной дороги).

## Предпосылки и история создания
Через полтора века после того, как царь Пётр «ногою твёрдой встал при море», заморские торговые суда постепенно исчезли с панорамы Невы, а пакгаузы на Стрелке Васильевского острова превратились в роскошные исторические памятники. По окончании наполеоновских войн Англия и другие мировые державы стали переходить на паровые двигатели и резко наращивать тоннаж судов — для них Финский залив оказался слишком мелководен, в то время, как и далее наращивать перевалку через Кронштадт значило бы подрывать главную военно-морскую базу России.
Только в 1870—1880-х годах благодаря русскому инженеру и предпринимателю Н. И. Путилову (1820—1880) Петербург получил Морской канал, а с ним и полноценный транспортный узел, в котором портовые мощности морского и речного пароходства были подключены к сердцевине — Путиловской ветви с отводами к основным железнодорожным направлениям.
После смерти Путилова наращивание мощностей как портов, так и железнодорожного узла в Петербурге продолжалось высокими темпами, притормаживая только в периоды экономических кризисов. Потенциал Нового порта постепенно исчерпывался. Всё более ощущалось недостаток его расположения — в самом дальнем конце Путиловской ветви, в полутора десятка километров от товарных станций. Расширять насыпи уже действующих Путиловской и Соединительной веток для вторых-третьих путей тоже можно было лишь до известного предела, задаваемого пропускной способностью дорог и их сортировочных станций.
Накануне Первой мировой войны казалось, что до критической точки ещё далеко — тем более, что в 1913 году наконец вошёл в строй Финляндский мост на правый берег Невы. Но с началом боевых действий стали проявляться все недостатки, которые потенциально имел не только петроградский узел, но и все железные дороги России. К 1916 году стали нарастать транспортный кризис — наряду со «снарядным голодом», он, в конечном счёте, и подвёл страну к Февральской революции 1917 года.
В конце 1915 года специальная комиссия Министерства путей сообщения (МПС) рассмотрела два варианта дальнейшего развития и реконструкции Петроградского железнодорожного узла: кольцевую схему С. Н. Кульжинского и А. А. Главацкого и радиальную схему Ю. В. Ломоносова. В феврале 1916 года Инженерный совет МПС одобрил кольцевую схему, и был запущен механизм её реализации на деле.
В южной части Кольцевой линии было отсыпано земляное полотно, начались земляные работы по сооружению предпортовой станции, возведение опор мостов и путепроводов. Но в условиях ведущейся войны и нараставшего хаоса это было непросто. «Работы постоянно задерживались или прекращались вовсе из-за недостатка рабочих рук, материалов, рельсов и т. д. В 1916—1918 гг. первоначальные планы многократно пересматривались и сокращались… сооружение новых сортировочных станций, предузловой и предпортовой, находилось в зачаточном состоянии».
Надо сказать, что к 1916 году МПС было уже не до строительства Кольцевой железной дороги в Петрограде. Выступая в совете частных железных дорог, инженер С. В. Тюменев говорил:

Вот та агония дорожного транспорта, что уже настала; ещё немного, и железные дороги, этот нерв страны, станут… Министр путей сообщения циркулярной депешей от 13 октября [1916 года] по всей сети признаёт положение транспорта критическим— ЦГИАЛ, ф. 32, оп. 1, д. 661, л. 6 об.
Проявление общей разрухи на транспорте, нараставшей по всей России, в Петрограде было специфическим. Если по стране были заторы, то в столице, наоборот констатировали недогруз. К 1917 году разгрузочная мощность Петроградского узла (без Финляндского вокзала) была доведена до 3000 вагонов в сутки, с возможным наращиванием до 3765 вагонов при условии регулярного поступления, выгрузки и очистки. Однако на самом деле в августе 1917 года город ежедневно принимал из имперской сети от 1800 до 2200 вагонов, то есть недоиспользование составляло в среднем 27 %. В этом контексте неудивительно, что мотивы к выделению рабочей силы и средств для скорейшего сооружения Кольцевой ветки в глазах министерства выглядели неубедительными.
В 1918 году экономический коллапс, гиперинфляция и разруха не оставили иного выбора, кроме как заморозить стройку. Отсыпку насыпей прекратили. Переход к «новой экономической политике» (нэп) также не благоприятствовал осуществлению масштабных строек: бурно рос только мелкий и средний капитал в торговле и мануфактуре, тогда как для машиностроения и транспорта средств в бюджете попросту не было.
Исправить перекос, при котором текущее потребление наращивалось за счёт недовложений в развитие и модернизацию средств производства, мог только переход к принципиально иной стратегии развития — к индустриализации. Это и произошло, когда в 1928 году был принят первый пятилетний план. Развитие ленинградского порта и обслуживающей его транспортной инфраструктуры стало первоочередной задачей: стал расти поток как экспортных, так и импортных грузов.
Как пишет С. В. Критский, «в конце 1920-х годов в южной части порта был построен целый новый район, специально предназначенный для перевалки экспортных грузов — Хлебно-Лесной мол. Пропускная способность ст. Новый Порт (основной, обслуживавшей ЛТП) в течение десятилетия 1920-х годов последовательно повышалась с 200 до 360, 450, 620, наконец до 850 вагонов в сутки». Необходимость прокладки новой железнодорожной линии в район порта, которая проходила бы в обход основной части Ленинградского узла возникла вновь. Возобновляя в 1929 году замороженную стройку, её объявили «ударной задачей наступающей навигации» — то есть, поставили задачу завершить её за год. Действительно, выполнив необходимый объём работ по сооружению станций по отсыпанному ещё в 1916—1918 гг. земляному полотну, Вторую портовую ветвь, с примыканиями общей длиной 33,5 км удалось ввести в эксплуатацию 30 июля 1929 года.
Были открыты перегоны Рыбацкое — Пост № 1 — Купчинская — Предпортовая, Предпортовая — Автово, Предпортовая — Пост № 2 Морской ветви (позже развит в полноценную станцию Нарвская). На будущей станции Предпортовая путевого развития ещё не было. Заход на полукольцо с Главной (Московской) линии Октябрьской дороги осуществлялся через ветвь Славянка — Рыбацкое, построенную ещё до революции.
В 1930 году была открыта станция Предпортовая, перегоны Рыбацкое — Купчинская с путепроводом над главной линией, и Шушары — Купчинская (соединительная ветвь с Витебской линией). Примерно тогда же появился перегон Шоссейная — Предпортовая (соединительная ветвь с Варшавской линией). Вокруг станции Предпортовая начал формироваться одноимённый исторический район.
Несколько позже был построен разъезд Среднерогатский на Южном полукольце (1937 г.) и соединительные линии Обухово — Купчинская, Шушары — Среднерогатская, Среднерогатская — Шоссейная и Предпортовая — Лигово (1940—1941 гг.). Накануне войны для подвозки рабочих на строительство объектов на пересечении южного полукольца с Пулковским шоссе трамвайная линия была продолжена от Средней Рогатки до пересечения с путепроводами перед станцией Шоссейная.
В 1941 году с выходом немцев на Пулковские высоты южные участки Полукольцевой линии, противолежащие Пулкову, были обращены в один из оборонительных рубежей. Предположения, что при этом саму южную ветку демонтировали настолько, что участок пришлось восстанавливать вновь, и таким образом «в течение XX в. линию строили трижды», не опираются на факты. Наоборот, южная линия активно участвовала в обороне города не только пассивно (как насыпь для возведения дотов), но и активно. В частности, по ней перебрасывались бронепоезда — железнодорожные зенитно-артиллерийские батареи. Три огневые позиции ж. д. артиллерии были размещены в порту: на 12-м путь подъезда завода «Пионер», в 4-м тупике 3-го парка и в тупике рядом с Холодильником.

## Современность

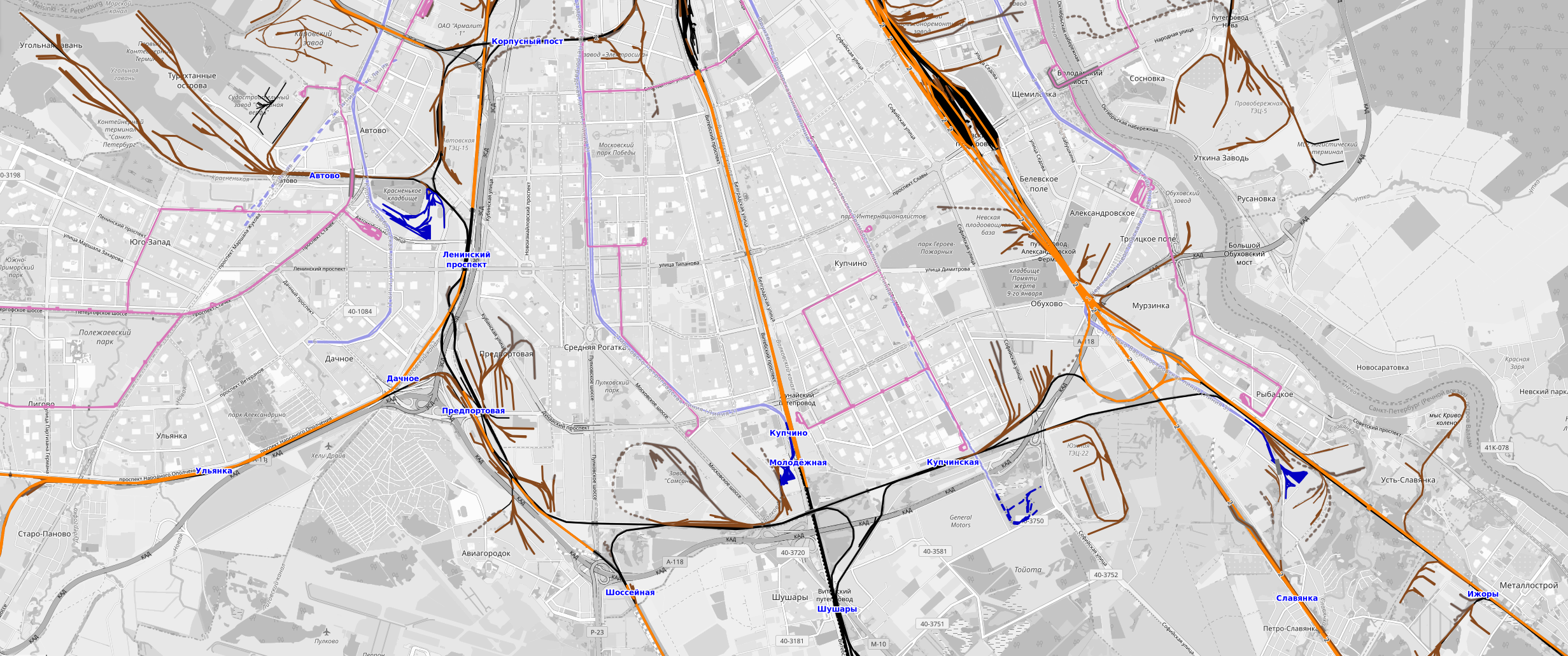
Схема путей Южной портовой ветви на карте OpenRailwayMap/OpenStreetMap

В настоящее время линия полностью электрифицирована и имеет маршрут Рыбацкое — Купчинская — Среднерогатская — Предпортовая — Автово (Нарвская). По станции Купчинская проходит граница Санкт-Петербургского и Санкт-Петербург — Витебского регионов обслуживания Октябрьской железной дороги.
Станция Рыбацкое соединяет ветвь с вологодским и мурманским направлением, а также с московским через близлежащую станцию Обухово. Станции Купчинская и Среднерогатская соединены с Витебским направлением (наследник первого в стране Царскосельского) через крупную сортировочную станцию Шушары. Станции Среднерогатская и Предпортовая соединены со станцией Шоссейная на Лужском направлении. Станция Предпортовая также имеет соединение со станцией Лигово, которая относится к Балтийскому направлению, и на которой разделяются направления в сторону Соснового Бора и пограничной станции Ивангород-Нарвский. Обе эти линии имеют также выход к новому порту Усть-Луга и недавно построенному при нём Усть-Лужскому железнодорожному узлу, предназначенному для разгрузки и дублирования петербургских порта и узла.
Южная портовая ветвь проходит под множеством автомобильных путепроводов, таких как Кронштадтский путепровод,  путепровод «Автово» и др. 
В 2021 году началась реконструкция моста через Пулковское шоссе со строительством временного моста с северной стороны существующего.